# Kringen
Kringen är ett projekt som pågår i Göteborg. Namnet är en förkortning för Kollektivtrafikringen. Projektet startades 1998 och har som mål att effektivisera Göteborgs spårväg genom att bygga en ringled för spårvagnar i staden. På detta sätt hoppas man kunna utöka Göteborgs kollektivtrafiks andel av resenärerna i rusningstrafik. Kringen ingår i Göteborgsöverenskommelsen och investeringen på ca 700 miljoner kronor betalas helt av staten. I Kringen ingår även anskaffandet av de nya spårvagnarna M32 samt stombussprojektet.

## Projektet
Innan Kringenprojektet startades såg spårvägssystemet i Göteborg ut som ett cykelhjul med Brunnsparken som ett nav i mitten och linjerna som ekrar ut åt olika håll. Problem uppstod när trafiken på nätet ökade så att Brunnsparken blev överbelastad och begränsade kapaciteten på hela nätet. Kringen går ut på att sammankoppla linjerna i en ring i staden så att inte alla behöver passera Brunnsparken.

### Etapp 1

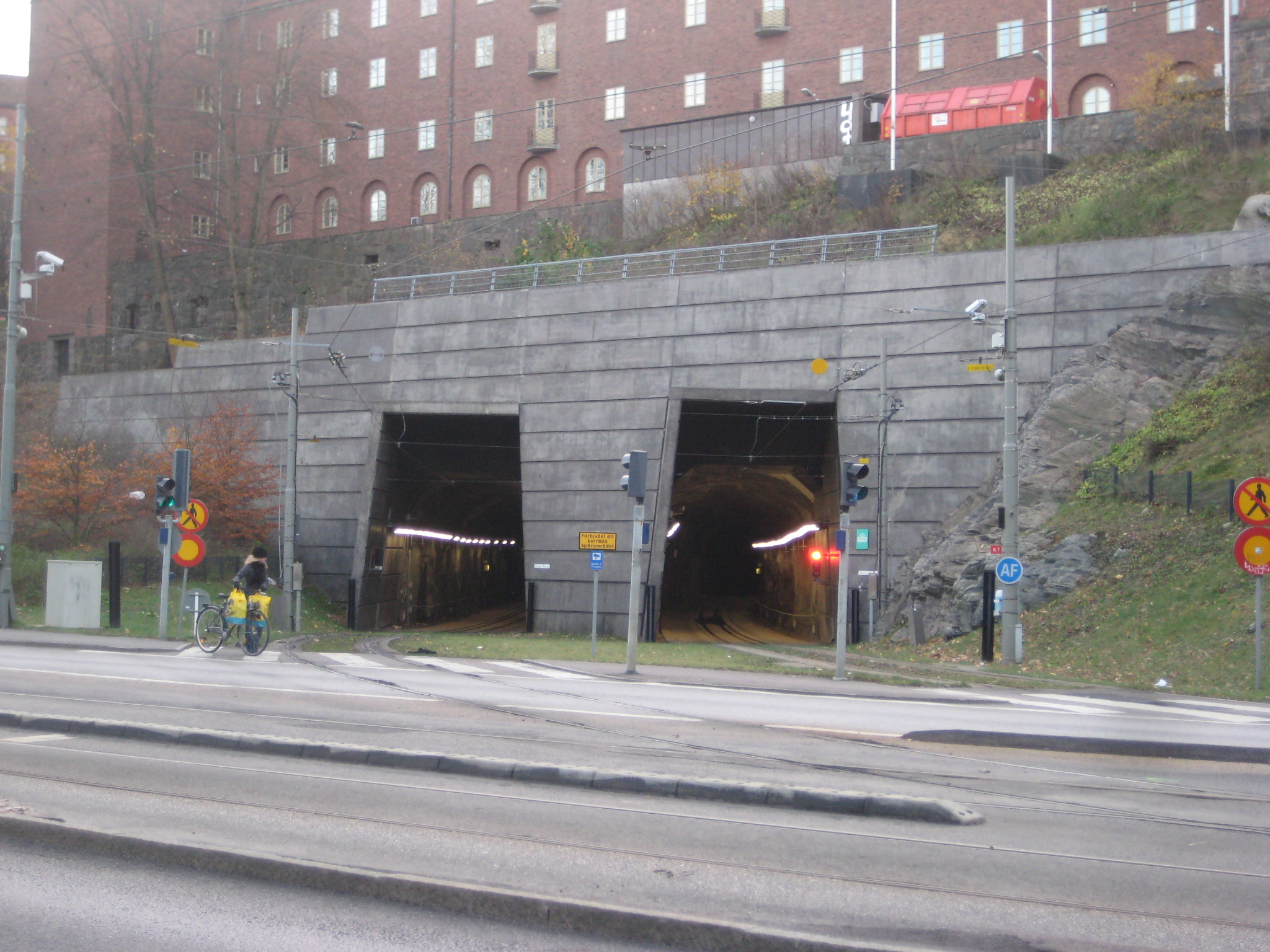
Chalmerstunnelns östra mynning.

Den första etappen påbörjades 1999 och innefattade:
- Nya spår i Skånegatan mellan Ullevi och Korsvägen.
- Chalmerstunneln mellan Korsvägen och Chalmers tekniska högskola.
- En bro över Dag Hammarskjöldsleden som förbinder Sahlgrenska med Linnéplatsen.

När den första etappen var färdigbyggd år 2003 hade man skapat en ringled runt centrala staden. Det finns visserligen ingen spårvagnslinje som går hela varvet, men linje sex går in på ringen vid Brunnsparken och går runt nästan hela varvet för att lämna ringen vid Ullevi. Den nya sträckan mellan Korsvägen och Ullevi trafikeras idag[när?] av fyra linjer, och Chalmerstunneln av tre linjer. Sträckan mellan Chalmers och Ullevi har gjort det möjligt att ta sig mellan de västra och östra delarna av staden utan att passera Brunnsparken.
”Den nya ringleden på karta”. Arkiverad från originalet den 31 maj 2008. https://web.archive.org/web/20080531113737/http://home.swipnet.se/~w-58688/stuff/art/kkartan.htm. Läst 30 december 2007.

### Etapp 2
| Urban stop on track |

| Unknown BSicon "uxABZgl" | Urban transverse track |

| Unknown BSicon "uexHST" |

| Unknown BSicon "uxABZg+l" | Urban transverse track |

| Urban stop on track |

| Urban stop on track |

| Unknown BSicon "uxABZgl" | Urban transverse track |

| Unknown BSicon "uexHST" |

| Unknown BSicon "uxABZg+l" | Urban transverse track |

| Urban stop on track |

Efter att vägtunneln Götatunneln blivit färdig har ett stort område längs södra älvstranden av Göta älv frigjorts. Det området ska nu bebyggas för att flytta staden närmare vattnet. I det nya området vill man även ha spårvagnsspår, vilket man bygger i den andra och tredje etappen av Kringen. Etapp två består av nya spår från Järntorget, över Skeppsbron till Lilla torget. Med den andra etappen får man en snabbare förbindelse mellan Brunnsparken och Järntorget eftersom spårvagnarna inte längre behöver gå svängen förbi Grönsakstorget. Etappen började byggas vid Lilla Torget under våren 2013 och togs i drift sommaren 2015.

### Etapp 3
| Urban stop on track |

| Urban stop on track |

| Unknown BSicon "uxABZgl" | Urban transverse track |

| Unknown BSicon "uexHST" |

| Unknown BSicon "uxABZg+l" | Urban transverse track |

| Urban stop on track |

| Unknown BSicon "uABZg+l" | Urban transverse track |

| Urban stop on track |

| Urban stop on track |

| Urban stop on track |

| Unknown BSicon "uxABZgl" | Urban transverse track |

| Unknown BSicon "uexHST" |

| Unknown BSicon "uxABZg+l" | Urban transverse track |

| Urban stop on track |

| Unknown BSicon "uABZg+l" | Urban transverse track |

| Urban stop on track |

Etapp tre är en fortsättning på etapp två och kommer att innebära att spåren fortsätter från Skeppsbron längs älvstranden förbi Operan, för att ansluta på nätet igen vid Centralstationen (Drottningtorget). Då kommer hela södra älvstranden från Järntorget till Götaälvbron att ha spårväg. Denna etapp är för närvarande[när?] ej finansierad. Området kring norra änden av Nils Ericsonterminalen blir mycket viktigt när Västlänken byggs, eftersom pendeltågen kommer att få en station där. Järnvägsplanen fastställdes den 28 april 2016.
I projektet K2020 finns en fortsättning på Operalänken planerad, med nya spår längs Gullbergsvass till Gamlestadstorget.

### Framtida visioner
För att göra det möjligt för Göteborg och Västra Götalandsregionen att växa, kommer spårvagnsnätet i framtiden att behöva byggas ut ytterligare. Planer finns på att bygga en stor ring som går från Backaplan, längs Norra älvstranden. Initialt planerades en bro över älven från Lindholmen till Stigbergstorget och sedan vidare i tunnel från Fjällgatan till Linnéplatsen. Nu planeras för en tunnel hela vägen från Lindholmen, under älven, till Linnéplatsen, via Stigberget, kallad Lindholmsförbindelsen. Senare vill man även ha en sträcka från Ullevi via Odinsplatsen, över Gullbergsvass och på bro över Göta älv till Ringön och Backaplan återigen.